# シェワネラ属
シェワネラ属（学名：Shewanella）は、シェワネラ科の基準属で、グラム陰性の非芽胞形成嫌気性桿菌。基準種はシェワネラ・プトレファシエンス。かつてはアルテロモナス属とみられていた。名称はアメリカ合衆国の微生物学者ジェームズ・シェワンに因む。GC含量は35から46。
深海の海底や海水から発見された好圧細菌、好冷菌に分類される種を含む。極圏の海水や海溝の堆積物から発見されている。増殖に適した圧力が50MPaを超え120MPaまで生育するが、低い圧力では増殖できない偏性好圧の種もある。
代謝の結果電子を放出して電流を発生させることから、バイオ燃料電池への利用が研究されている。アメリカ合衆国ニューヨーク州にあるオナイダ湖の湖底から採取された菌が、他の嫌気性細菌より発電効率が高いことが判明し、下水などに含まれる有機物を分解処理しつつ発電を目指す応用研究が本格化した。
海藻に付着しているところを発見されたシェワネラ・アルガはテトロドトキシン生産能があることで知られる。